# Hendrik Reekers
Hendrik Reekers (Haarlem, 1815 – 1854) fou un pintor de natures mortes de l'Holanda del Nord.

## Biografia
Segons el Rijksbureau voor Kunsthistorische Documentatie, fou el fill de Johannes Reekers (1790 – 1858), un professor de la Haarlemse Teekenacademie de qui es convertiria allà en alumne, així com de Georgius Jacobus Johannes van Os. Quan tingué l'edat ell mateix hi donà lliçons i des de 1837 començà a pintar. Participà en exposicions d'art de 1839 i 1841 i guanyà una medalla de plata el 1841. El 1843 es convertí en membre de l'Academie of Beeldende Kunsten d'Amsterdam. És conegut per les seves natures mortes i les seves peces de cacera. Els seus alumnes foren Hendrik Jan Hein, el seu germà Johannes Reekers i Jan Striening.